# Polscy Sprawiedliwi wśród Narodów Świata

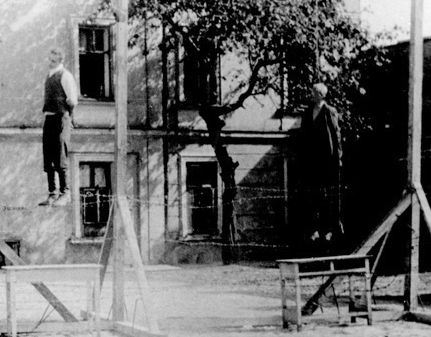
Publiczna egzekucja Michała Kruka oraz innych Polaków w Przemyślu jako kara za pomoc Żydom, 1943

Polacy stanowią największą liczbę wśród odznaczonych najwyższym izraelskim odznaczeniem cywilnym nadawanym nie-Żydom, medalem Sprawiedliwy wśród Narodów Świata, przyznawanym przez Instytut Pamięci Męczenników i Bohaterów Holocaustu Jad Waszem.

## Polscy Sprawiedliwi wśród Narodów Świata
„Panuje u nas pogląd, że antysemityzm znacznie się wzmógł w okresie wojny, że Polacy w swej większości są zadowoleni z nieszczęścia, które spotkało Żydów w miastach i miasteczkach Polski itp. Uważny czytelnik naszych materiałów znajdzie setki dokumentów świadczących o czymś wręcz przeciwnym. W niejednym sprawozdaniu z miasteczka przeczyta on, jak serdecznie odnosiła się ludność polska do żydowskich uchodźców. Dowiecie się o setkach wypadków, kiedy chłopi w ciągu długich miesięcy ukrywali i dobrze karmili żydowskich uchodźców z okolicznych miasteczek”. – „Notatki z getta” Emanuel Ringelblum Warszawa 1943.
W dniu 1 stycznia 2022 liczba uhonorowanych tytułem osób z Polski wynosiła 7232, najwięcej ze wszystkich państw.
Część historyków szacuje, że liczba Polaków pomagających Żydom jest znacznie większa. Historyk Hans Furth podaje liczbę ponad miliona obywateli polskich pomagającym Żydom w czasie II wojny światowej. Szwedzki historyk Gunnar Paulsson zauważył, że prawdopodobnie około 100 tysięcy Polaków zasłużyło na medal sprawiedliwych, setki tysięcy pomagały w drobniejszy sposób, a większość polskiego społeczeństwa była przynajmniej „pozytywnie neutralna” (czyli mogli nie pomagać aktywnie, ale nie współpracowali z okupantem). Żydom pomagały pojedyncze osoby, całe rodziny i wioski, część ruchu oporu oraz specjalnie stworzone do tego celu organizacje, jak Rada Pomocy Żydom „Żegota”.

## Warunki w czasie okupacji

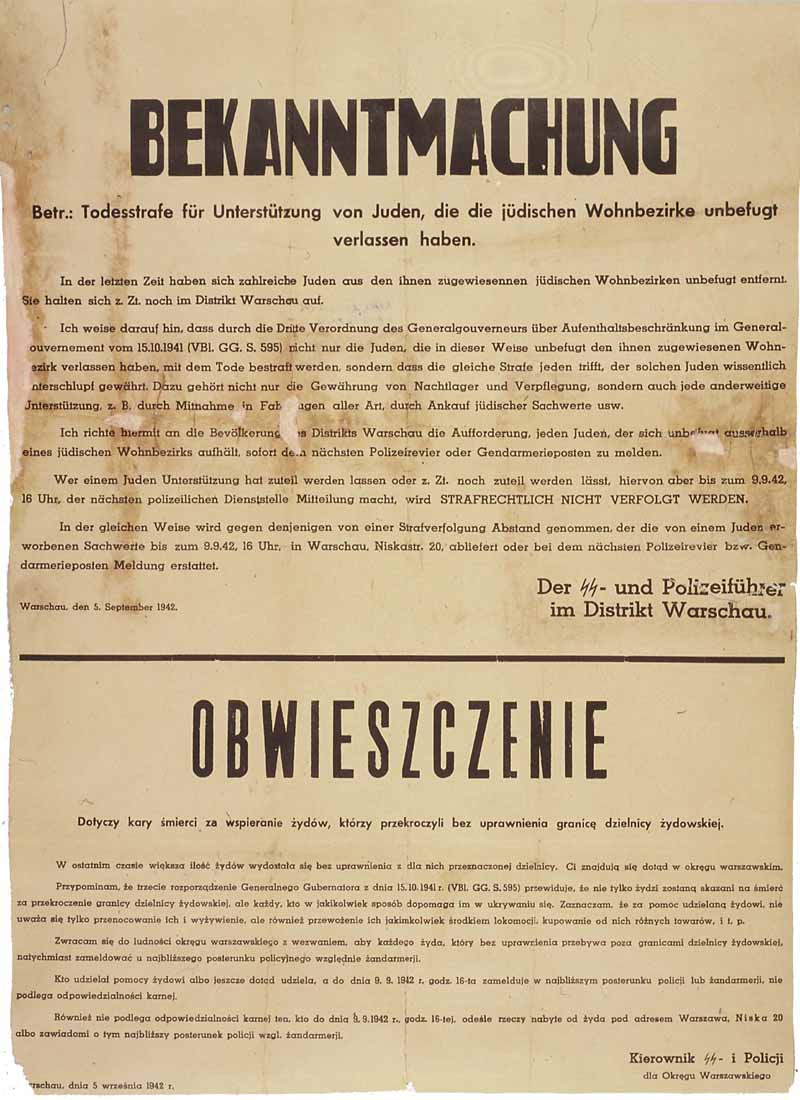
Obwieszczenie dowódcy SS i policji na dystrykt warszawski z 5.09.1942 informujące o karze śmierci grożącej za udzielenie jakiejkolwiek pomocy Żydom
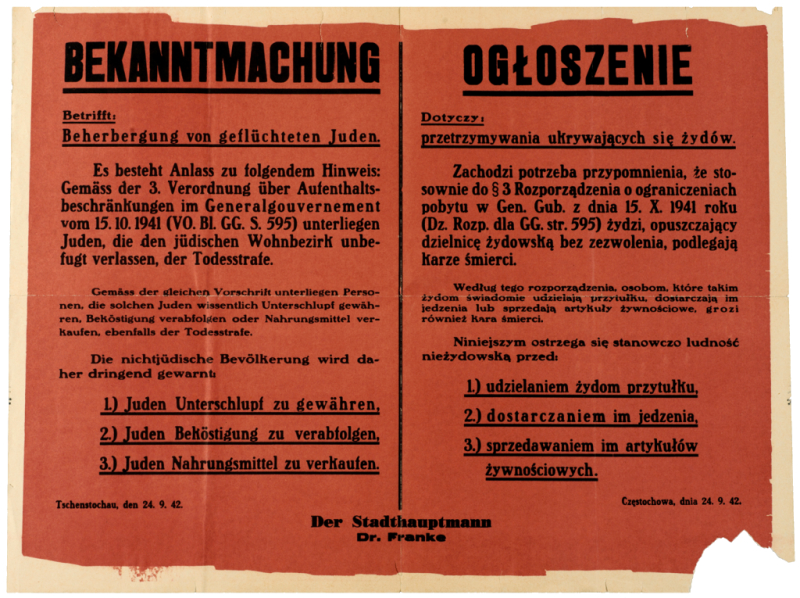
Obwieszczenie władz Generalnego Gubernatorstwa z września 1942, mówiące o karze śmierci za ukrywanie Żydów, jak również za sprzedaż lub dostarczanie pożywienia
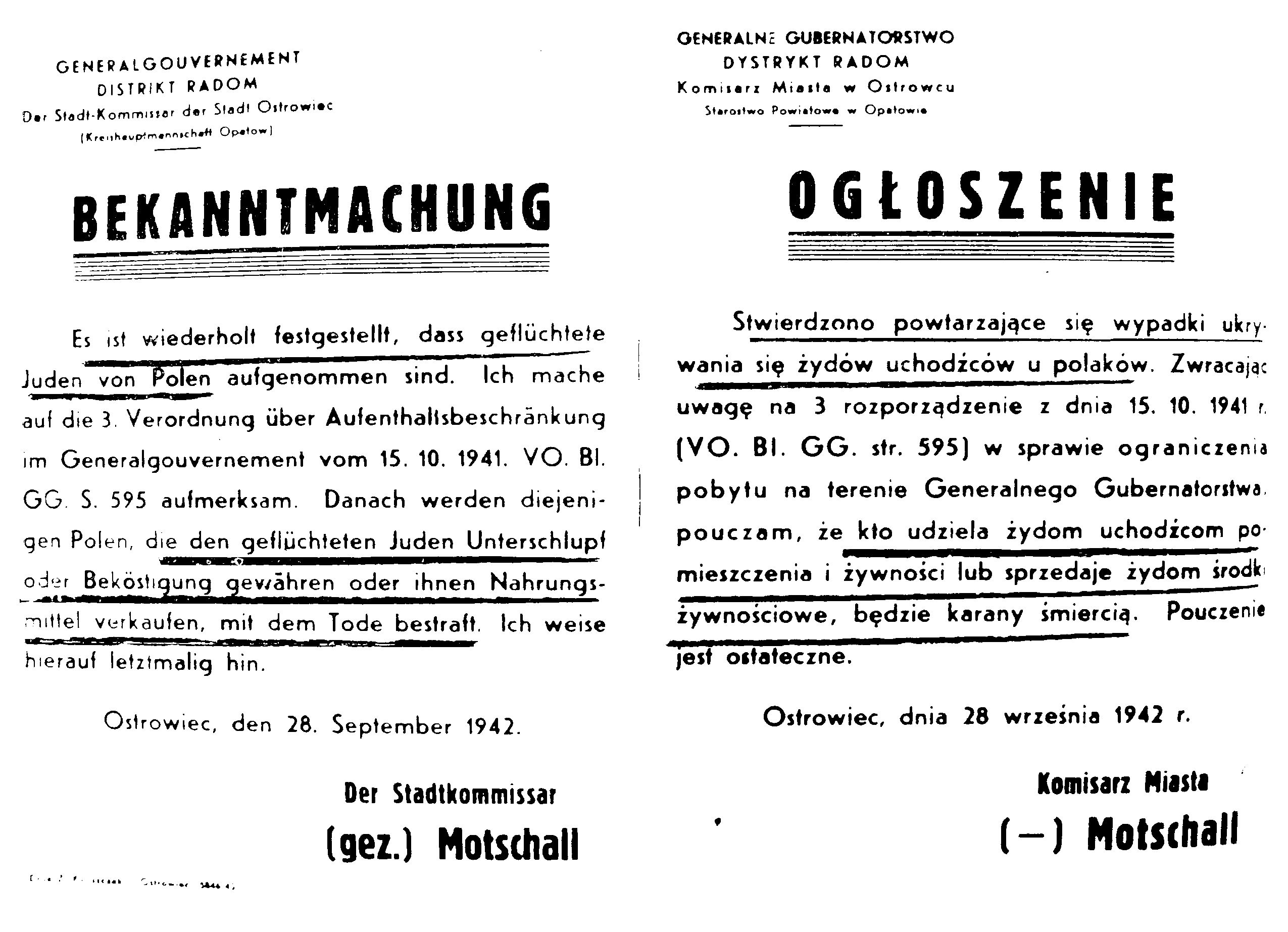
„Stwierdzono powtarzające się wypadki ukrywania się Żydów u Polaków...” ostrzeżenie Bruno Motschalla wobec Polaków ukrywających Żydów – Ostrowiec Świętokrzyski 1942
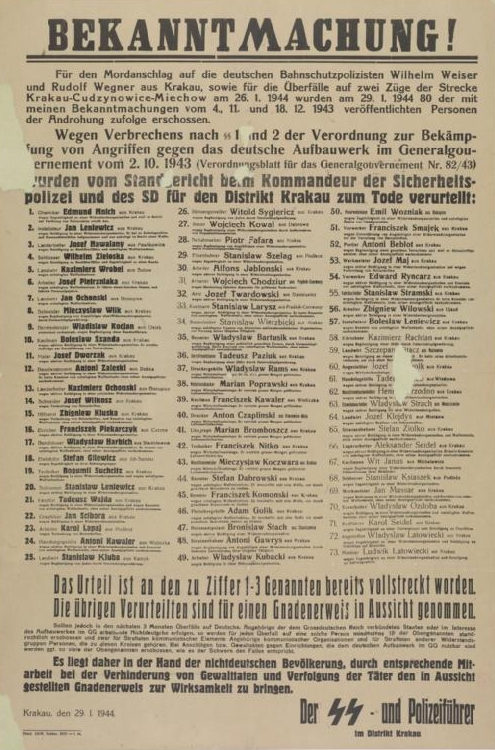
Obwieszczenie Dowódcy SS i Policji na dystrykt krakowski informujące o skazaniu na śmierć 73 Polaków, w tym czterech pod zarzutem pomocy Żydom – rok 1944

Warunki do pomocy Żydom były w okupowanej Polsce bardzo niekorzystne. Osoby chcące im pomagać musiały liczyć się z wieloma trudnościami, represjami, a nawet utratą życia własnego oraz swojej rodziny. Na terytoriach okupowanych, wcielonych do III Rzeszy oraz w Generalnym Gubernatorstwie za pomoc Żydom groziła kara śmierci. Stosowano ją wobec wszystkich osób znajdujących się w mieszkaniu, w którym niemiecka policja znalazła ukrywających się Żydów. Była to znacznie poważniejsza kara niż w wielu innych okupowanych krajach europejskich. Za pomoc uważano nie tylko dawanie schronienia, ale nawet żywności. Karany był także handel z Żydami. Nielegalne było sprzedawanie lub kupowanie od nich jakichkolwiek towarów, a często nawet sam kontakt, ponieważ propaganda nazistowska rozpowszechniała informacje, że Żydzi przenoszą zaraźliwą chorobę tyfus. 15 października 1941 roku gubernator Hans Frank wydał na ten temat urzędowy dokument okupacyjnej niemieckiej administracji pt. „Trzecie rozporządzenie o ograniczeniach pobytu w Generalnym Gubernatorstwie”, który głosił, że „Żydzi, którzy bez upoważnienia opuszczają wyznaczoną im dzielnicę, podlegają karze śmierci. Tej samej karze podlegają osoby, które takim żydom świadomie dają kryjówkę. Podżegacze i pomocnicy podlegają takiej samej karze jak sprawca, czyn usiłowany karany będzie jak czyn dokonany. W lżejszych wypadkach można orzec ciężkie więzienie...”.
Dużym zagrożeniem była działalność szmalcowników czyli osób, które w zamian za korzyści materialne lub z powodów ideologicznych zajmowały się donoszeniem na Polaków ukrywających bądź kontaktujących się z Żydami. Donosy te powodowały represje niemieckiego okupanta zarówno wobec ukrywających się poza gettem Żydów jak również Polaków niosącym im pomoc. Obecnie 704 polskich Sprawiedliwych zostało odznaczonych pośmiertnie, gdyż zginęli bądź zostali zamordowani przez Niemców. Historycy szacują, że tysiące Polaków zginęło w wyniku niemieckich represji za pomoc świadczoną Żydom.

## Charakterystyka polskich Sprawiedliwych wśród Narodów Świata

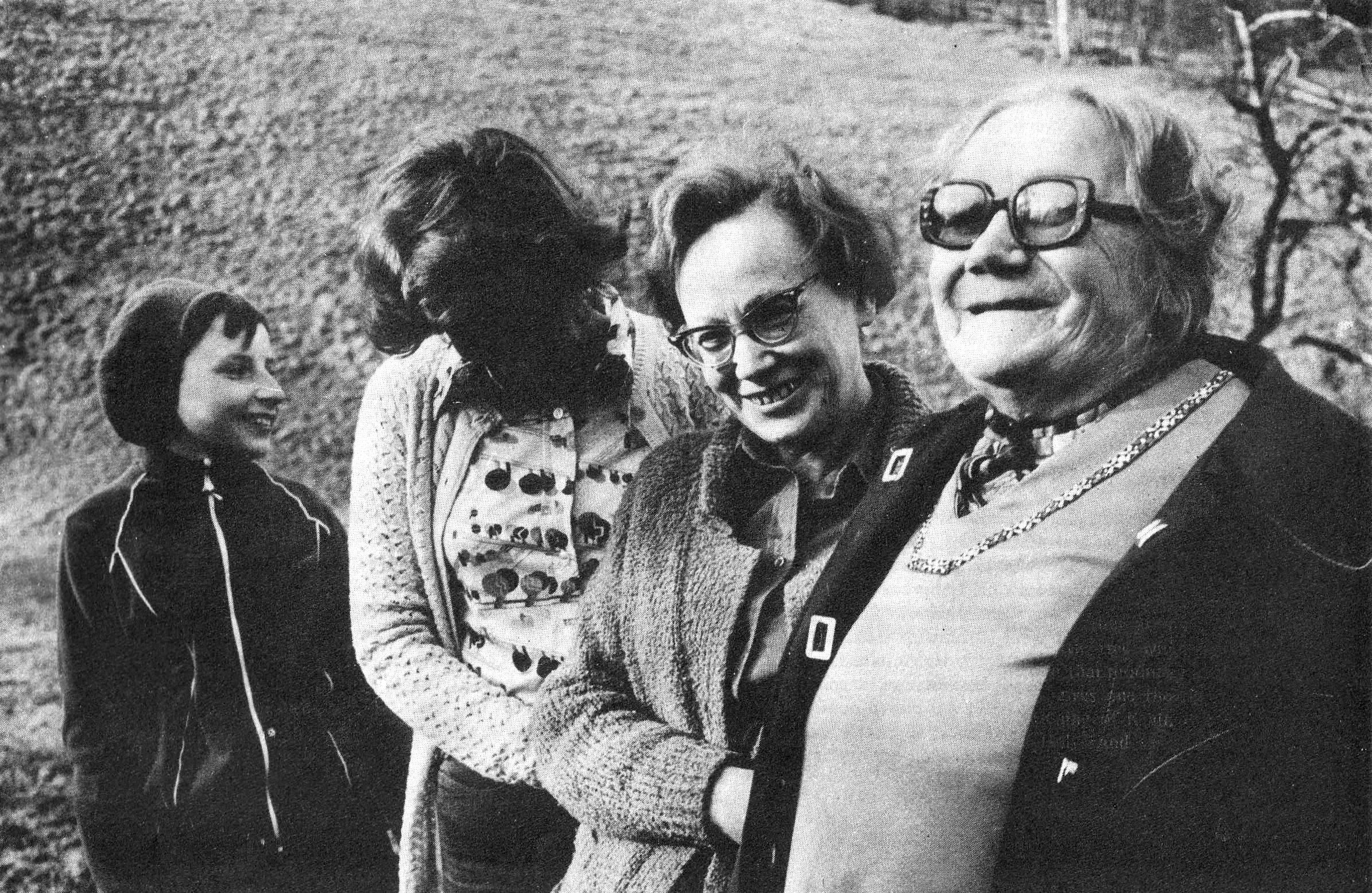
Stefania Tyryłło z córką Stanisławą Pawłowską-Tyryłło i wnuczkami. Rodzina Tyryłłów (odznaczona medalem w 1978) w latach 1943–1944 ukrywała w Wilnie grupę Żydów, uciekinierów z tamtejszego getta. Wskutek donosu sąsiadów Niemcy odkryli i zamordowali większość z nich

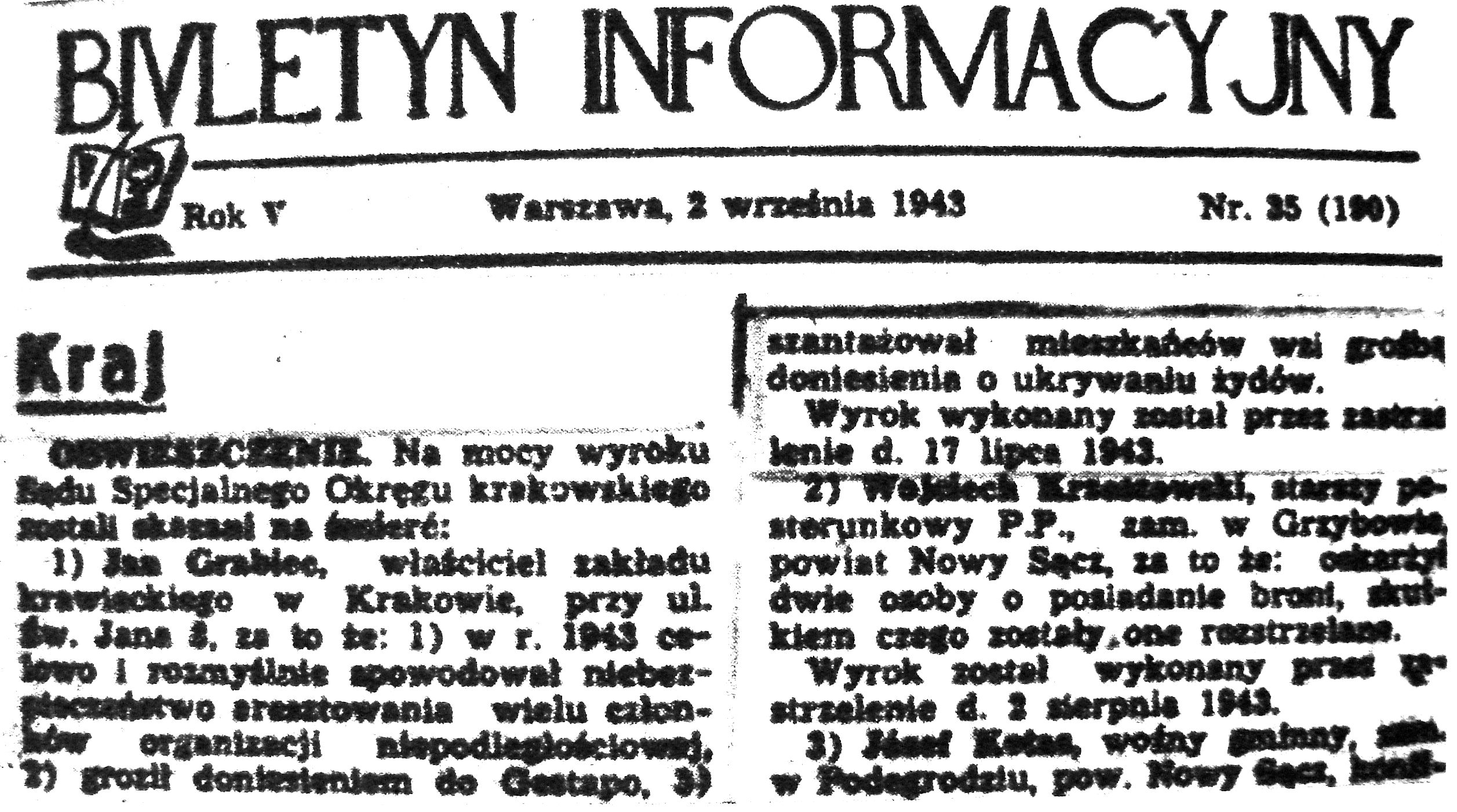
Notka o wykonaniu wyroku śmierci na szmalcowniku Janie Grabcu, który szantażował mieszkańców wsi ukrywających Żydów, Biuletyn Informacyjny z 1943.

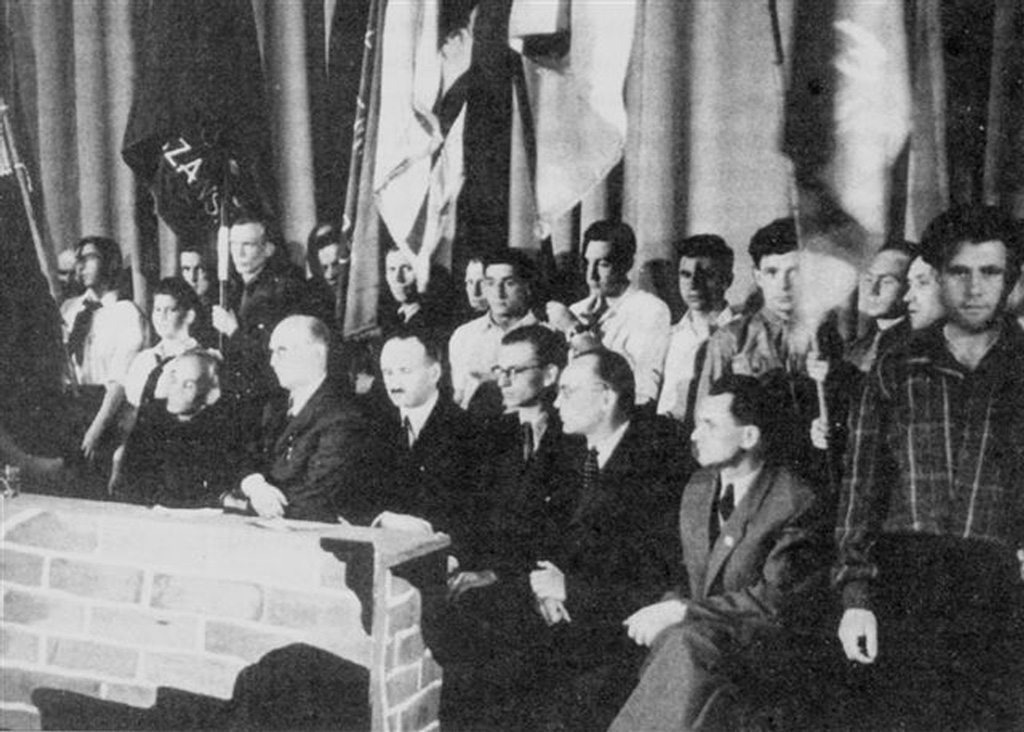
Trzecia rocznica powstania w getcie, członkowie Żegoty w 1946. Siedzą od prawej do lewej: Piotr Gajewski, Marek Ferdynand Arczyński, Władysław Bartoszewski, Adolf Berman oraz Tadeusz Rek

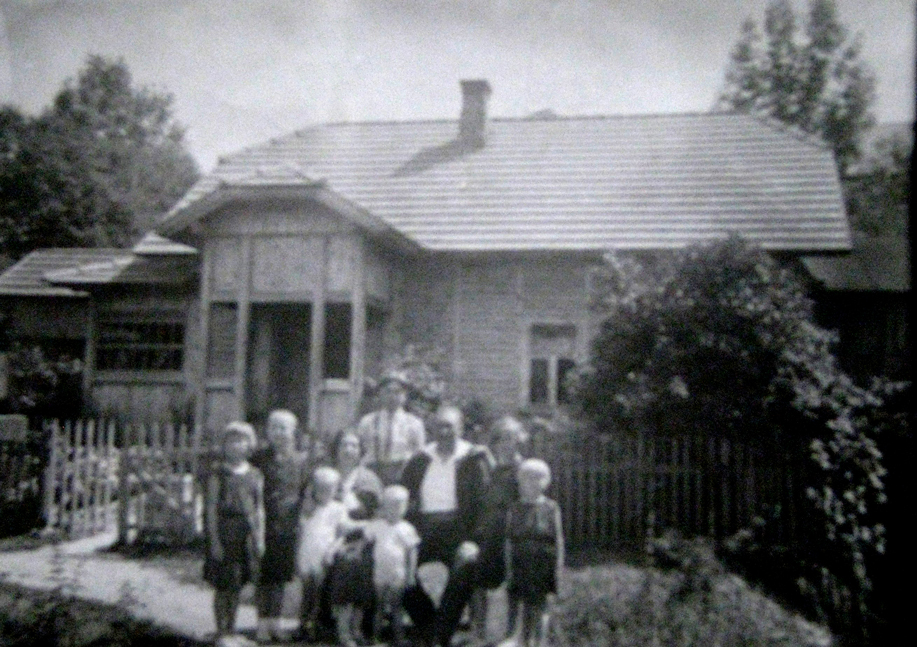
Rodzina Królów z Krasnego zaliczona do grona sprawiedliwych przez Jad Waszem w 1982 za uratowanie 6-osobowej rodziny żydowskiej Steinlaufów.

Ella Linde z instytutu Jad Waszem przeprowadziła badania analizujące motywy ratujących Żydów w czasie II wojny światowej na grupie 4119 Polaków odznaczonych tym medalem i wyodrębniła kilka grup. Największą 49% ankietowanych była grupa ratująca Żydów ze względu na wieloletnią znajomość przed wojną. Na drugim miejscu 43% podawane były motywy humanitarne wynikające z niezgody na nieludzkie traktowanie Żydów podejmowane najczęściej spontanicznie ze względu na moralność. Pozostałe to: polityczno-ideologiczne 5,75%, religijne 2,1% w tym 0,7% to zakonnicy. W grupie sprawiedliwych znaleźli się nawet antysemici, określani nazwą ratujący antysemici, których było w ujęciu procentowym 0,17%. Badania te zamieszczone zostały w dwutomowej „Encyklopedii Sprawiedliwych Wśród Narodów Świata” (ang. The Encykopedia of the Righteos Among the Nations) wydanej w Jeruzalem w 2004 roku.
Grupa polskich sprawiedliwych zróżnicowana jest również pod względem poziomu wykształcenia, statusu majątkowego, wykonywanego zawodu oraz światopoglądu czy sympatii politycznych. Znaczną pomoc w czasie II wojny światowej niósł Żydom polski Kościół katolicki. Księża, zakonnicy oraz siostry zakonne ukrywali Żydów w klasztorach, na plebaniach, zaangażowani byli w pomoc humanitarną oraz wystawianie fałszywych aktów chrztu oraz metryk urodzenia, ponieważ na mocy konkordatu z 1925 roku parafie katolickie pełniły równocześnie funkcje dzisiejszych Urzędów Stanu Cywilnego. W ramach projektu „Księża dla Żydów” zebrano materiały z ok. 600 teczek personalnych księży diecezjalnych ratujących Żydów. Historycy ustalili również, że Żydzi byli ukrywani w ponad 70 klasztorach męskich w Polsce. Za tę działalność Medal Sprawiedliwy wśród Narodów Świata otrzymało kilkudziesięciu księży: ks. Bruno Boguszewski, ks. Stanisław Falkowski, ks. Mikołaj Ferenc, ks. Władysław Głowacki, ks. Marceli Godlewski, ks. Józef Gorajek, ks. Antoni Kania, ks. Michał Kubacki, ks. Albin Małysiak, ks. Stanisław Mazak, ks. Aleksander Osiecki, ks. Andrzej Osikowicz, ks. Jan Patrzyk, ks. Jan Pawlicki, ks. Jan Poddębniak, ks. Jan Raczkowski, ks. Jan Sielewicz, ks. Adam Skałbania, ks. Franciszek Smorczewski, ks. Witold Stolarczyk, o. Klemens Szeptycki, o. Adam Sztark, ks. Witold Szymczukiewicz, ks. Ludwik Wolski, o. Ludwik Wrodarczyk, ks. Wincenty Mieczysław Zawadzki, ks. Jan Zawrzycki, ks. Ignacy Życzyński.
Odznaczone medalem sprawiedliwych zostały także siostry zakonne ze Zgromadzenia Sióstr Franciszkanek Rodziny Maryi, które współpracowały z Żegotą w ratowaniu Żydów, a w szczególności dzieci żydowskich z getta. Dzięki decyzji matki przełożonej zgromadzenia, Matyldy Getter, która zgodziła się przyjąć każde dziecko wywiezione z getta, około 500 żydowskich dzieci znalazło schronienie w katolickich sierocińcach prowadzonych przez franciszkanki. Za ukrywanie żydowskich dzieci medalem została nagrodzona siostra zakonna Eleonora Kiljan, jedna z sióstr miłosierdzia, które udzieliły im schronienia w domach opieki prowadzonych przez zakon. Medal przyznawany przez Izrael za ratowanie Żydów otrzymała także nauczycielka oraz katechetka Olga Zawadzka, która w czasie okupacji uchroniła przed śmiercią w obozach zagłady trzy Żydówki.
Liczną grupę odznaczonych medalem stanowią członkowie oraz współpracownicy Żegoty – jedynej organizacji tego typu w okupowanej przez Niemców Europie, która powstała po to, aby pomagać prześladowanym przez Niemców Żydom. Skupiała ona oprócz działaczy żydowskich także członków katolickich organizacji społecznych, jak Front Odrodzenia Polski reprezentowany przez Zofię Kossak-Szczucką, działaczy Polskiej Partii Socjalistycznej oraz aktywistów humanitarnych. Medal otrzymało kierownictwo Żegoty, a także wielu jej działaczy oraz współpracowników jak: szefowa sekcji dziecięcej Żegoty – Irena Sendler, założyciele organizacji – Zofia Kossak, Witold Bieńkowski, Marek Ferdynand Arczyński, a także szereg działaczy i wolontariuszy niosących pomoc Żydom w okupowanej Polsce.
Część medali przyznano także osobom, które nie pomagały bezpośrednio Żydom, ale niosły im pomoc pośrednio w czasie wojny poprzez informowanie opinii publicznej (głównie na Zachodzie) o holokauście Żydów, a także poprzez organizowanie dla nich pomocy. Najbardziej znaną osobą uhonorowaną za działalność tego typu jest kurier polskiego podziemia oraz autor tzw. „raportów Karskiego” – Jan Karski.
Dużą grupę odznaczonych stanowią również Polacy zamordowani przez niemieckich nazistów za ukrywanie oraz pomoc Żydom w czasie okupacji. Są to najczęściej osoby indywidualne, ale w czasie wojny zdarzały się również sytuacje, kiedy za ukrywanie Żydów pacyfikowano całe wsie, w których mordowano z tego powodu wszystkich mieszkańców. Wobec wiosek, gdzie zanotowano wypadki ukrywania się Żydów, Niemcy stosowali zasadę odpowiedzialności zbiorowej, karząc często osoby, które nie niosły żadnej pomocy Żydom, ale miały tylko wiedzę na ten temat i nie doniosły niemieckim władzom okupacyjnym, a nawet takie, które nie miały o niczym najmniejszego pojęcia. Często wystarczyła sama obecność w miejscu, w którym stwierdzono przypadek pomocy ludności żydowskiej. Najbardziej znane pacyfikacje wiosek przeprowadzone przez karne ekspedycje okupanta to mord na czterech polskich rodzinach ze wsi Ciepielów Stary i Rekówka.

## Wybrani Polacy odznaczeni medalem
| - Małgorzata Adamek – zakonnica, ukrywająca Żydów w klasztorze w Kolonii Wileńskiej, - Józef Adamowicz – pobity na śmierć przez strażników w krakowskim getcie za dostarczanie jedzenia dr Julianowi Aleksandrowiczowi, wyprowadzonemu następnie z całą rodziną z getta przez dr Ludwika Żurowskiego, - Irena Adamowicz – kurier, pośredniczyła pomiędzy wieloma gettami w okupowanej Polsce, dostarczając informacje i niosąc wsparcie moralne, - Wincenty Antonowicz z żoną Jadwigą oraz córką Lucyną – dostarczanie żywności oraz transport, - Marek Ferdynand Arczyński – opiekował się 4 tys. Żydów ukrywających się poza gettem (skarbnik Żegoty), - Franciszek Banasiewicz z żoną Magdaleną oraz dziećmi – ukrywał 15 osób w bunkrze w okolicach Przemyśla, - Franciszek Banaś - policjant, funkcjonariusz niemieckiej policji granatowej pomagający Żydom, - Wincenty Baranek z żoną Łucją – rozstrzelani wraz z ukrywającymi się Żydami we wsi Siedliska pod Miechowem, - Władysław Bartoszewski – pomoc Żydom (Delegatura), - Witold Bieńkowski – współzałożyciel Żegoty, - Anna Borkowska – ocaliła 17 młodych żydowskich syjonistów, ukrywając ich w sierocińcu w Wilnie, - Szczepan Bradło – wraz z rodziną, ocalił 16 osób, trzy rodziny w skrytkach, - Władysława Choms – pomoc w ucieczkach oraz ukrywaniu Żydów z lwowskiego getta, lwowski oddział Żegoty, - Zofia Czerwińska – aresztowana przez Gestapo za ukrywanie dwóch Żydów z getta i skierowana do obozu Auschwitz, gdzie zmarła, - Tadeusz Czeżowski – ukrywał w swoim mieszkaniu 8 uciekinierów z wileńskiego getta, a następnie dzięki fałszywym dokumentom pomógł im wydostać się z miasta, - Krystyna Dańko – ukrywała 4-osobową rodzinę żydowską, - Jan Dobraczyński – umieszczał żydowskie dzieci w katolickich sierocińcach, - Maria Fedecka – uratowała 12-osobową rodzinę ukrywając w Wilnie, - Mieczysław Fogg – ukrywał w mieszkaniu swoich żydowskich przyjaciół oraz rodzinę żydowską, - Andrzej Garbuliński – zamordowany wraz z synem za ukrywanie rodziny Alfenbeins, - Antoni Gawryłkiewicz – uratował trzy żydowskie rodziny w sumie 16 osób, - Matylda Getter – siostra zakonna, która ukrywała 550 żydowskich dzieci z getta warszawskiego w katolickich sierocińcach, - Marceli Godlewski – ksiądz katolicki, który ukrywał ok. stu Żydów na plebanii oraz wystawiał im fałszywe metryki chrztu, - Julian Grobelny z żoną Haliną, ocalił dużą grupę żydowskich dzieci (szef Żegoty), - Irena Gut-Opdyke – ocaliła 16 osób, - Antoni Imiołek wraz z żoną Czesławą – ukrywanie dwóch Żydów przez całą wojnę, - Henryk Iwański – dostarczanie broni oraz wsparcie militarne w powstaniu w getcie warszawskim (AK), - Jarosław Iwaszkiewicz wraz z żoną Anną – ukrywali Żydów w swoim majątku w Podkowie Leśnej, - Stefan Jagodziński – ocalił trzyosobową rodzinę dr. Tenenwurzela, - Stanisław Jasiński oraz córka Emilia Słodkowska – ukrywała Żydów uciekających w czasie masakry Polaków na Wołyniu, - Aleksander Kamiński – pomoc w organizacji żydowskiego ruchu oporu w getcie warszawskim (Armia Krajowa), - Maria Kann – współpracowniczka Żegoty, - Jan Karski – pierwsze na świecie oficjalne raporty o holokauście, oraz misja informacyjna na Zachodzie, - Teresa Janina Kierocińska (Czcigodna Sługa Boża Matka Teresa Kierocińska) – ukrywała w czasie okupacji osoby pochodzenia żydowskiego (udokumentowane 5 osób), wysyłała paczki z żywnością, odzieżą do obozu w Oświęcimiu, - Loda Komarnicka – dostarczanie fałszywych dokumentów, żywności oraz informacji Żydom z getta, - Anna i Stanisław Kopeć – od 1942–1945 ukrywali w swoim domu w Sowinie dzieci rodziny Abrahama i Heleny Kruegerów, - Stefan Korboński – informacje do rządu w Londynie oraz BBC o eksterminacji Żydów, - Zofia Kossak-Szczucka – pomoc setkom Żydów, szczególnie dzieciom żydowskim (współzałożycielka Żegoty), - Maria Kotarba – zwana aniołem z Auschwitz dostarczała jedzenie, leki Żydówkom uwięzionym w obozie, - Adam Kowalski wraz z żoną Bronisławą oraz 5. dzieci – zamordowani za ukrywanie 2 Żydów w Ciepielowie, | - Władysław Kowalski – ukrywał 50 Żydów w okolicach Warszawy, - Wanda Krahelska – ukrywała wdowę po żydowskim historyku Szymonie Aszkenazym, - Jerzy Krępeć i Irena Krępeć – uratowali ponad 30 Żydów w swoim gospodarstwie w Gołąbkach, - Zygmunt Kuriata wraz z rodzicami – zamordowani za ukrywanie dwójki żydowskich dzieci we wsi Woronówka na Wołyniu, - Jerzy Latoszyński wraz z żoną Eugenią – adoptowali żydowskie dziecko Artura Citryna, - Jerzy Lerski – informacja polityczna o eksterminacji i prześladowaniu Żydów, - Eryk Lipiński – przygotowywał ukrywającym się Żydom fałszywe dokumenty, - Czesław Miłosz wraz z bratem Andrzejem – ukrywanie Żydów w czasie wojny, - Igor Newerly – ocalił pamiętnik Janusza Korczaka, ukrywał żydowskich dziennikarzy z getta, - Wacław Nowiński z żoną Janiną oraz synem Wacławem – pomoc w ukrywaniu Żydów (policjant, członek granatowej Policji), - Tadeusz Pankiewicz – utrzymywał jedyną aptekę dla getta w Krakowie oraz rozdawał za darmo leki, - Alfreda i Bolesław Pietraszek – ocalili 18 osób z kilku żydowskich rodzin, - Siostry Podgórskie, Stefania (obecnie Burzminska) oraz Helena – przez 2,5 roku ukrywały 13 Żydów w Przemyślu, - Andrzej Pogonowski, - Jan Puchalski wraz z żoną Anną – przez 17 miesięcy ukrywali 6 Żydów w Łosośnej, - Wacław Pytkowski – pomoc Żydom w ramach Rady Głównej Opiekuńczej, - Franciszek Raszeja – w czasie operowania Żyda z getta aresztowany przez Gestapo i zamordowany wraz z pacjentem, jego rodziną, żydowskimi lekarzami oraz pielęgniarką, - Maria Rogowska-Falska – ukrywanie żydowskich dzieci, współpraca z Januszem Korczakiem, - Maria Rogozińska – ukrywała co najmniej dwoje Żydów, za co wraz z trzyletnim synem została zamordowana przez Niemców w styczniu 1943, - Konrad Rudnicki z matką Marią – ukrywali rodzinę Weintraub, - Jadwiga Sałek-Deneko – rozstrzelana wraz z 11 Żydówkami za ukrywanie w mieszkaniu żydowskiej rodziny, - Irena Sendlerowa – w wyniku działań „Żegoty” (gdzie od jesieni 1943 kierowała wydziałem dziecięcym) i współpracujących z nią organizacji podjęto próbę uratowania ok. 2500 żydowskich dzieci (nie wszystkie przeżyły wojnę), - Henryk Sławik – pomógł ocalić około 5,0 tys. polskich Żydów w Budapeszcie, wystawiając im fałszywe aryjskie paszporty, - Józef Sobiesiak – organizator oddziałów partyzantki komunistycznej na Wołyniu, pod którego ochroną przetrwało ok. 500 Żydów, - Anastazja i Walerian Sobolewski, - Leopold Socha wraz z żoną Magdaleną – za ukrywanie 10 Żydów w kanałach we Lwowie, - Jadwiga i Stanisław Soleccy – za ukrywanie 11-letniej Marleny Wagner, - Barbara oraz syn Jerzy Szacki – ukrywanie Żydów, - Marianna i Władysław Szajnerowie z synem Józefem – ukrywali rodzinę Nisenkorn, - Bolesław Szczygieł wraz z żoną Ireną oraz dziećmi – przez 8 miesięcy ukrywali Ruth Gruener (z domu Gamzer) przed Gestapo we Lwowie, - Klemens Szeptycki – pomoc Żydom, - Janina Szymańska – pomoc i ukrywanie Żydów, - Barbara Szymańska-Makuch – pomoc i ukrywanie Żydów, - Józef Tkaczyk z żoną Zofią i córką Genowefą – ukrywali rodzinę Kurców, - Józef Ulma wraz z żoną Wiktorią – ukrywali w Markowej 8 Żydów, za co zostali zamordowani wraz z ukrywającymi się Żydami przez niemiecką policję, - Rudolf Weigl – pomoc medyczna oraz ukrywanie Żydów, - Henryk Woliński – ukrywał w swoim mieszkaniu 25 Żydów, a kolejnym 283 pomógł (AK BIP), - Anna Wołowska – udzielała pomocy dzieciom żydowskim, w tym ocaliła Izabelę Szymel, - Paweł Zenon Woś wraz z rodzicami Pawłem i Anną – przeszmuglował 12 Żydów z warszawskiego getta, - Jerzy Zagórski z żoną Marią – ukrywał 18 Żydów w swoim domu do powstania warszawskiego, - Jan Żabiński z żoną Antoniną – ukrywał setki Żydów w warszawskim zoo, - Ludwik Żurowski z żoną Marią – lekarz pomagający Żydom w krakowskim getcie, uratował Juliana Aleksandrowicza z całą rodziną. |

## Teraźniejszość

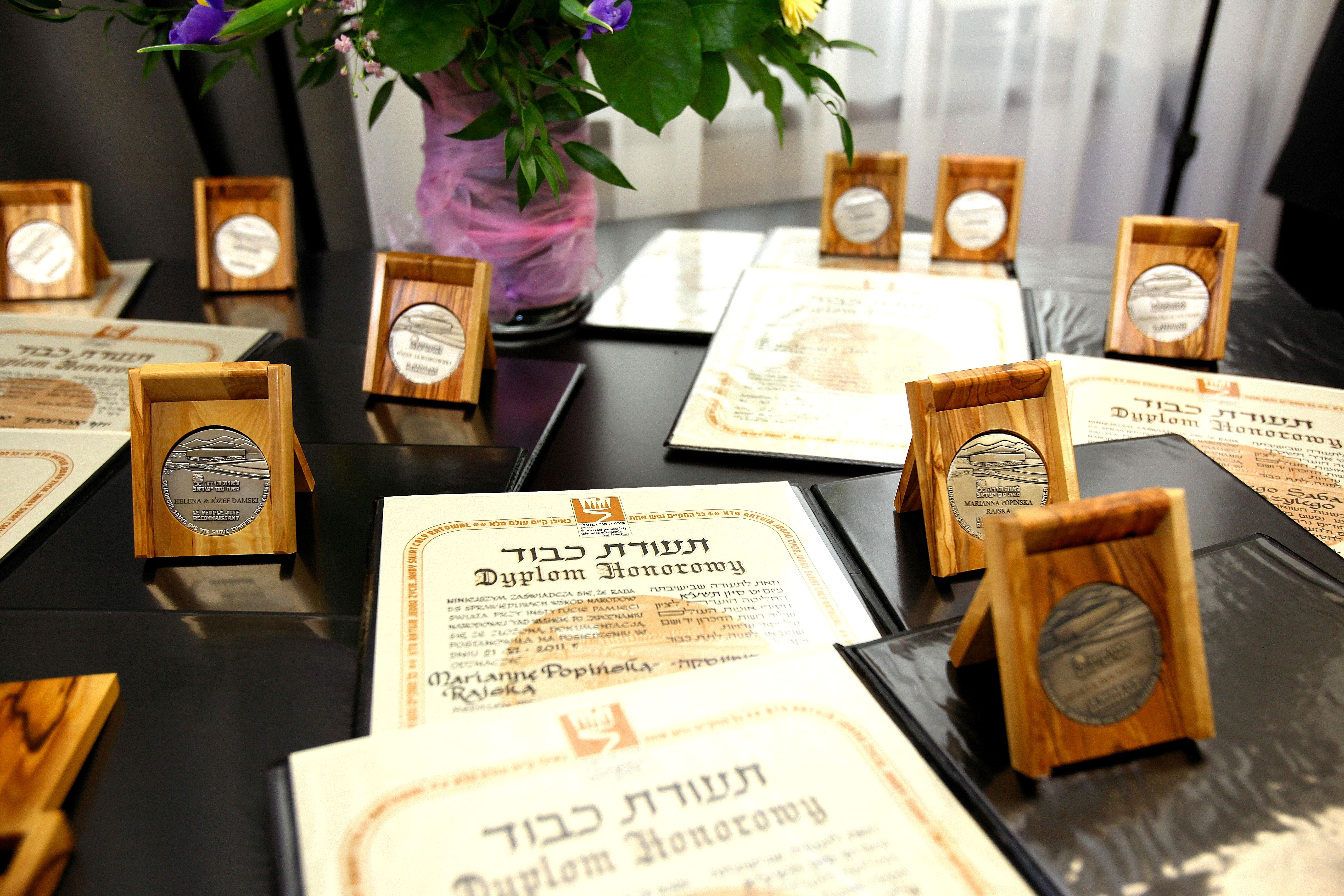
Medale i dyplomy honorowe przyznane pośmiertnie grupie polskich Sprawiedliwych w 2012

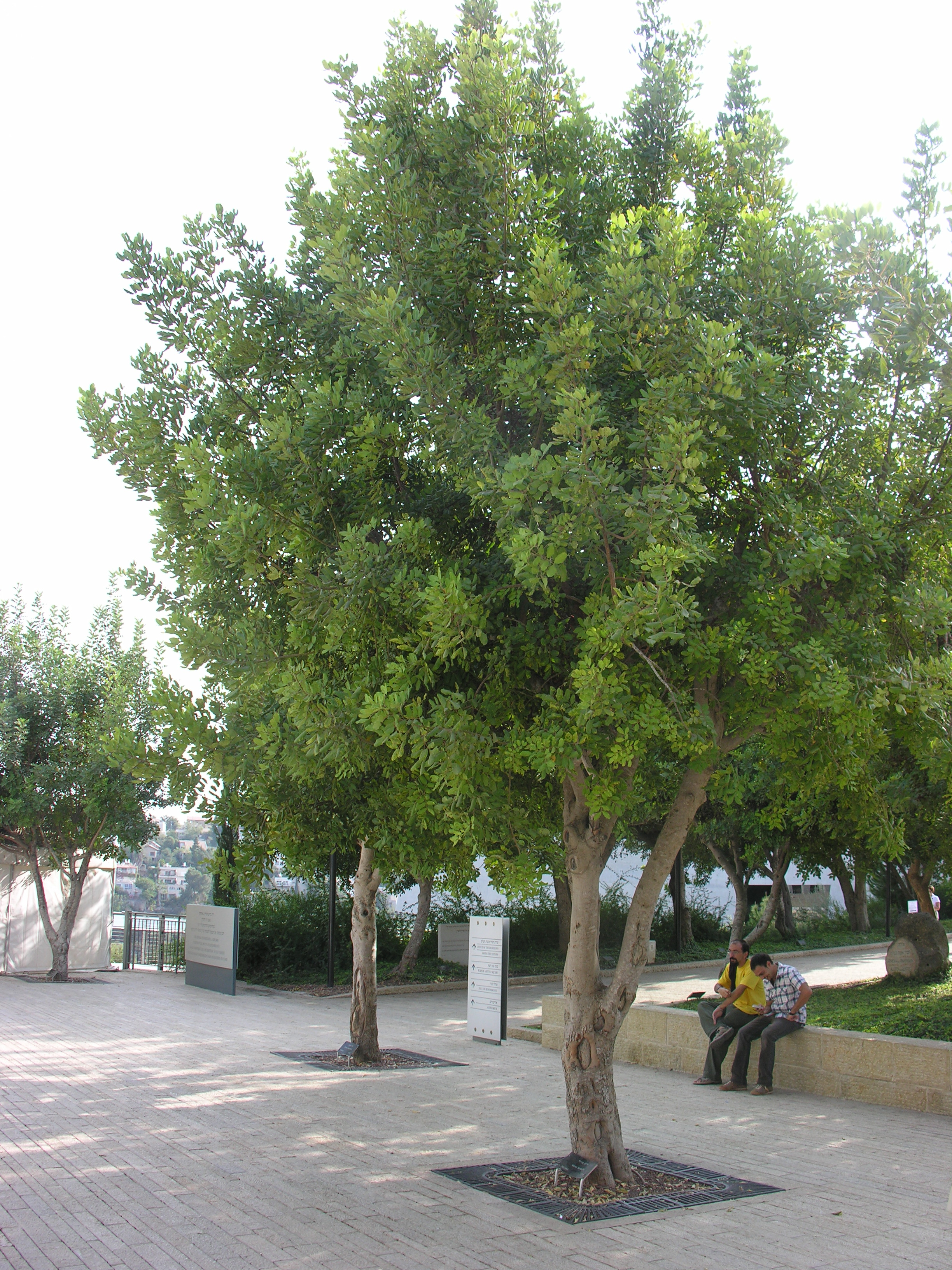
Drzewko Ireny Sendler w Jad Waszem

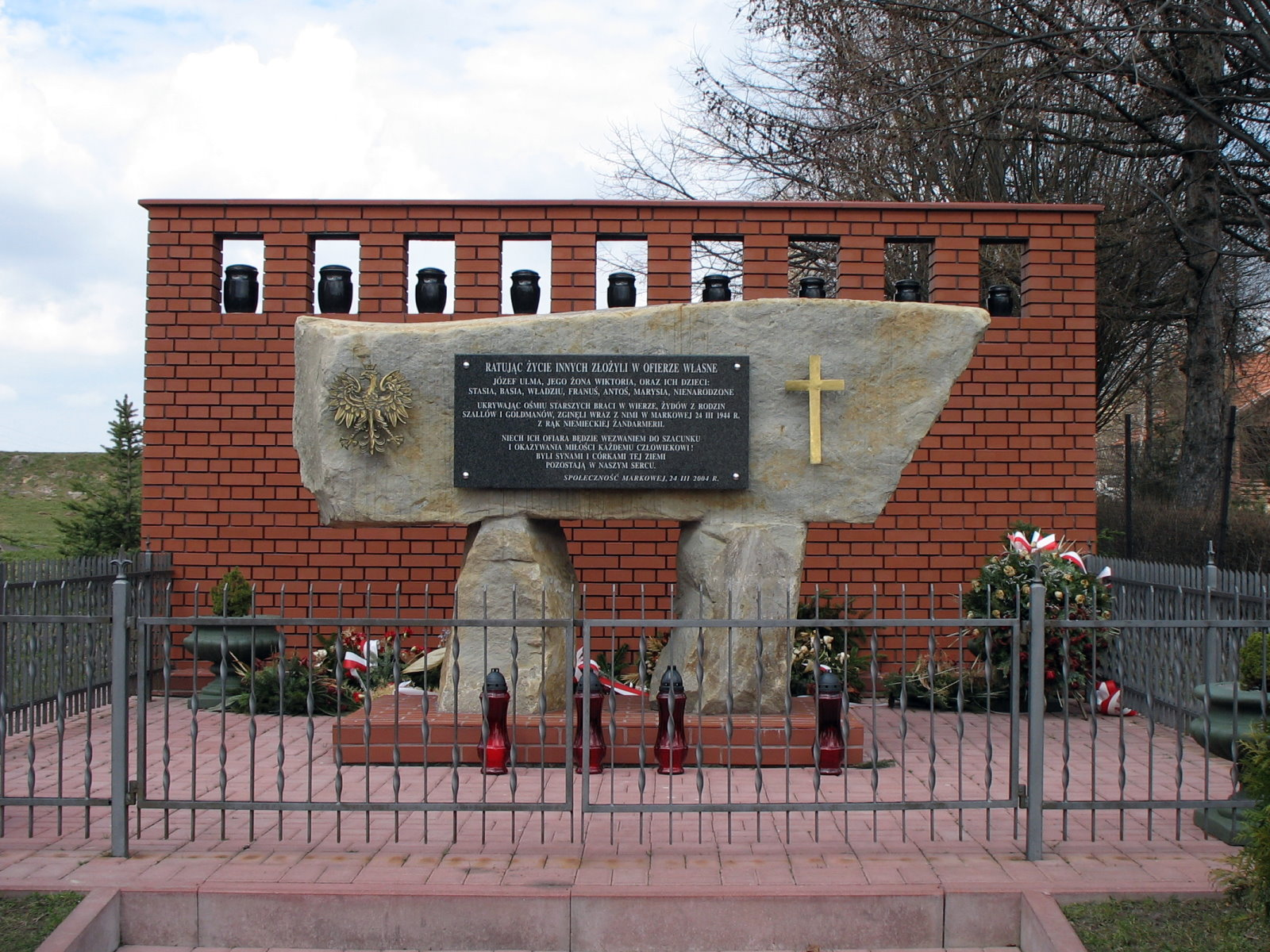
Pomnik w Markowej poświęcony ofiarom Zbrodni w Markowej.

Ambasada Izraela w Polsce organizuje kilkanaście uroczystości wręczenia medali polskim Sprawiedliwym rocznie. Prawie wszyscy zostają uhonorowani pośmiertnie.

## Upamiętnienie
Kilku z polskich sprawiedliwych zostało upamiętnionych w fabularnych oraz dokumentalnych filmach polskich oraz zagranicznych:
- W 2002 roku powstał film dokumentalny w reż. W. Lindwera pt. „Kurierzy, których nikt nie słuchał” opowiadający o misji Jana Karskiego oraz Polakach, którzy usiłowali zwrócić uwagę zachodu na holocaust w okupowanej Polsce[40],
- W 2002 roku nakręcono film dokumentalny „Lista Sendlerowej” w reż M. Dudziewicz łączący zdjęcia dokumentalne oraz inscenizację teatralną przygotowaną na temat Ireny Sendler przez uczennice w Kansas[40],
- W 2003 powstał reportaż filmowy pt. „Mój tata Henryk Sławik”, w którym Krystyna Kutermak, córka Henryka Sławika przedstawiła wspomnienia o działalności swojego ojca. Rok później film dokumentalny „Henryk Sławik – polski Wallenberg” w reż M. Maldis poświęcony Henrykowi Sławikowi[40].
- W 2004 roku powstał dokumentalny film w reżyserii A. Baczyńskiego pt. „Cena życia” o zamordowaniu przez Niemców rodziny Ulmów z Markowej za ukrywanie Żydów[40],
- W 2004 roku powstał film pt. „Łyżeczka życia” opowiadający historię Elżbiety Ficowskiej, wywiezionej z getta warszawskiego przez dziecięcy referat Żegoty[40],
- W 2008 roku nakręcono polski film dokumentalny pt. „Polscy Sprawiedliwi” w reżyserii Julii Popławskiej,
- W 2009 roku powstał amerykański film fabularny pt. Dzieci Ireny Sendlerowej w reżyserii Johna Kenta Harrisona, opowiadający historię życia Ireny Sendler,
- W 2009 roku nakręcony został polski serial wojenny poświęcony sprawiedliwym pt. „Sprawiedliwi”. Wyprodukowany został przez Akson Studio w reżyserii Waldemara Krzystka,
- W 2011 roku nakręcony został polsko-niemiecko-kanadyjski dramat wojenny W ciemności w reżyserii Agnieszki Holland, który przedstawia Leopolda Sochę.